# 泰尔佐
泰尔佐（義大利語：Terzo），是意大利亚历山德里亚省的一个市镇。总面积8.77平方公里，人口892人，人口密度101.7人/平方公里（2009年）。ISTAT代码为006172。